# Patrick Fabian (piłkarz)
Patrick Fabian (ur. 11 października 1987 w Hagen) – niemiecki piłkarz grający na pozycji obrońcy w VfL Bochum. Ma koszulkę z numerem 3.

## Kariera
Patrick debiutował w Bundeslidze w barwach VfL Bochum 14 lutego 2009 przeciwko FC Schalke 04. Wszedł na boisko w 90 minucie.